# Прато ла Корте (Рим)
Прато ла Корте је насеље у Италији у округу Рим, региону Лацио.
Према процени из 2011. у насељу је живело 68 становника. Насеље се налази на надморској висини од 128 м.